# Anna Boelens
Anna Boelens es el nombre de la variedad cultivar de manzano (Malus domestica).
Originado en los Países Bajos en 1914. Recibió el "Certificado de Mérito" de la "Sociedad Pomológica de los Países Bajos". Las frutas son crujientes y jugosas con un fuerte sabor a anís.

## Historia
'Anna Boelens' es una obtención desarrollada en el área de Naarden de los Países Bajos por "S.A. Blijstra" en 1914 cruzando 'Cox's Orange Pippin' x 'Freiherr von Berlepsch'. Introducido por el vivero Rossem de Naarden en 1934.
'Anna Boelens' se cultiva en la National Fruit Collection con el número de accesión: 1945 - 077 y Accession name: Anna Boelens.

## Características
'Anna Boelens' tiene un tiempo de floración que comienza a partir de 8 de mayo con el 10% de floración, para el 14 de mayo tiene una floración completa (80%), y para el 23 de mayo tiene un 90% caída de pétalos.
'Anna Boelens' tiene una talla de fruto es mediano; forma aplanada, con una altura de 40.00mm y una anchura de 55.00mm; con nervaduras de tipo medio; epidermis con color de fondo verde amarillo, con sobre color naranja, con sobre patrón de color rayado, "russeting" (pardeamiento áspero superficial que presentan algunas variedades) ausente; color de la pulpa blanco, con una jugosidad de jugoso a muy jugoso, ligeramente ácida con un sabor a anís.
Su tiempo de recogida de cosecha se inicia a finales de septiembre.

## Usos
Se usa como fruta de mesa, aunque también se utiliza para cocinar.
Recomendado para el huerto familiar, irrelevante en el cultivo comercial de frutas en la actualidad.

## Ploidismo
Diploide. Auto estéril.

## Cultivo
Árbol moderadamente vigoroso y extendido. Portador de espuelas.